# ماگنوس وولف ایکرم
ماگنوس وولف ایکرم (نروژی: Magnus Wolff Eikrem؛ زادهٔ ۸ اوت ۱۹۹۰) بازیکن فوتبال اهل نروژ است.
از باشگاه‌هایی که در آن بازی کرده‌است می‌توان به باشگاه فوتبال منچستر یونایتد، باشگاه فوتبال مولده، باشگاه فوتبال کاردیف سیتی، باشگاه ورزشی هیرنفین، و باشگاه فوتبال مالمو اشاره کرد.
وی همچنین در تیم‌های ملی فوتبال زیر ۲۱ سال نروژ و نروژ بازی کرده‌است.